# Spiloconis fijiensis
Spiloconis fijiensis är en insektsart som beskrevs av Meinander 1990. Spiloconis fijiensis ingår i släktet Spiloconis och familjen vaxsländor. Inga underarter finns listade i Catalogue of Life.